# Muscle facial

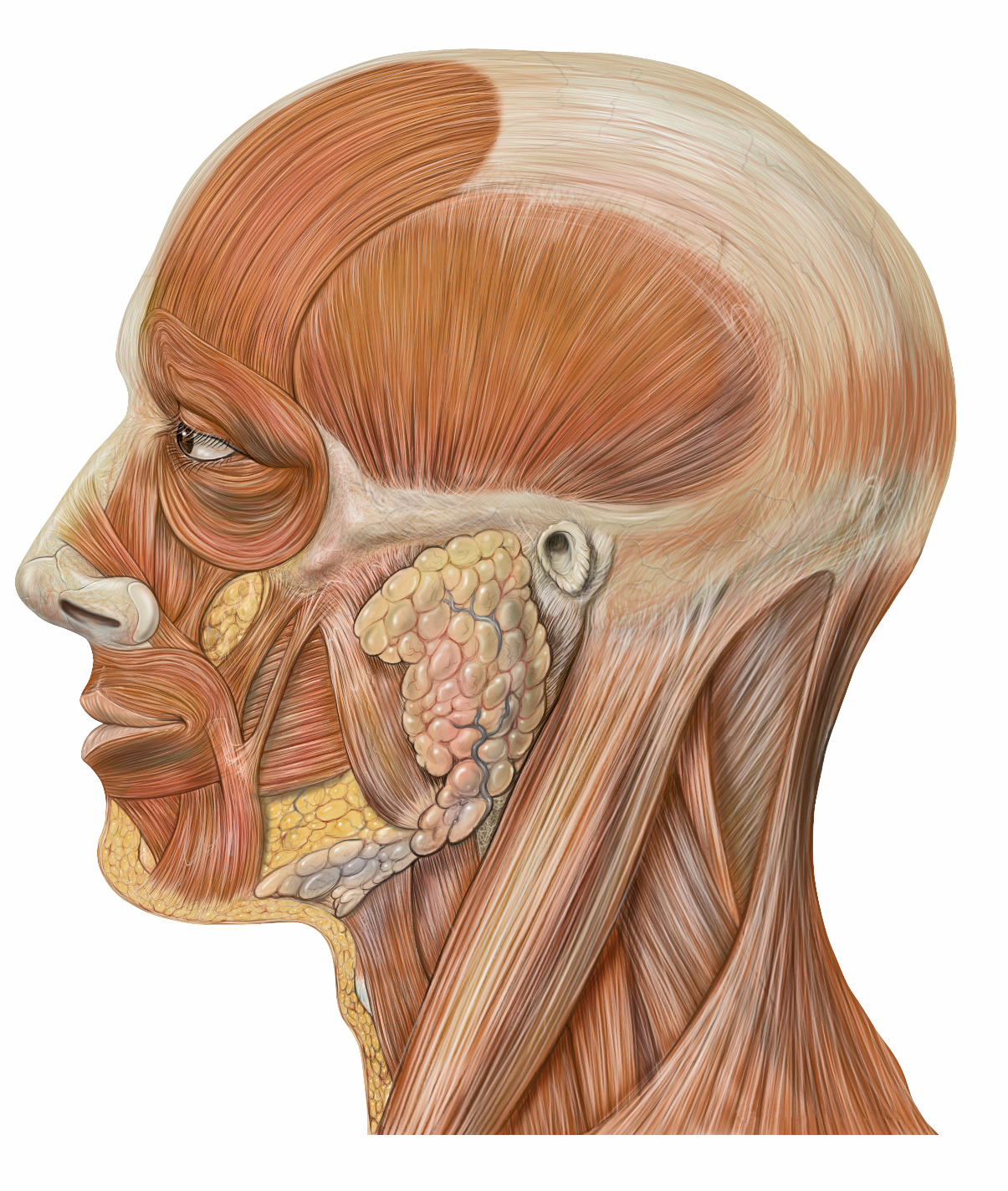
Vue latérale de la tête

Les muscles faciaux (ou muscles du visage) sont un groupe de muscles striés innervés par le nerf facial (nerf crânien VII) qui, entre autres choses, contrôlent les expressions faciales. Ces muscles sont également appelés muscles mimétiques.

## Structure
Les muscles faciaux sont des muscles sous-cutanés (situés juste sous la peau) qui contrôlent les expressions faciales.

### Innervation
Les muscles faciaux sont innervés par le nerf facial (nerf crânien VII). Les muscles de la mastication sont innervés par le nerf mandibulaire, une branche du nerf trijumeau (nerf crânien V).

### Liste des muscles
Parmi les muscles faciaux, on trouve :
- Muscle procerus
- Muscle nasal
- Muscle abaisseur du septum nasal
- Muscle orbiculaire de l'œil
- Muscle corrugateur du sourcil
- Muscle abaisseur du sourcil
- Muscle orbiculaire de la bouche
- Muscle abaisseur de l'angle de la bouche
- Muscle transverse du menton
- Muscle risorius
- Muscle grand zygomatique
- Muscle petit zygomatique
- Muscle releveur de la lèvre supérieure
- Muscle élévateur de l'aile du nez et de la lèvre supérieure
- Muscle abaisseur de la lèvre inférieure
- Muscle élévateur de l'angle de la bouche
- Muscle buccinateur
- Muscle mentonnier
- Modiolus de l'angle de la bouche

Le muscle platysma est innervé par le nerf facial. Bien qu'il se trouve surtout dans le cou et qu'il puisse être regroupé avec les muscles du cou, il peut être considéré comme un muscle facial en raison de son innervation commune.
Le muscle stylo-hyoïdien, le muscle stapédien et le muscle digastrique sont également innervés par le nerf facial, mais ils ne sont pas considérés comme des muscles faciaux.

## Micro-expressions
En se basant sur les muscles faciaux faisant appel aux émotions, Paul Ekman a mis en évidence 43 muscles faciaux capables de produire environ 10 000 expressions, dont 3 000 porteuses de sens. Il a été le premier chercheur à établir avec une grande précision les critères de détection des micro-expressions.